# Anupanahalli, Sira
Anupanahalli là một làng thuộc tehsil Sira, huyện Tumkur, bang Karnataka, Ấn Độ.